# Коноплёв (лунный кратер)
Кратер Коноплёв (лат. Konoplev) — небольшой ударный кратер в южном полушарии обратной стороны Луны. Название присвоено в честь советского инженера по системам управления ракет Бориса Михайловича Коноплёва (1912—1960) и утверждено Международным астрономическим союзом в 1991 г. 

## Описание кратера
Ближайшими соседями кратера Коноплёв являются кратер Пален на западе-северо-западе; кратер Стрёмгрен на северо-западе; кратер Герасимович на севере; кратер Эллерман на северо-востоке; кратер Брауэр на юге и кратер Чебышёв на юго-западе. На северо-востоке от кратера Коноплёв находится Море Восточное. Селенографические координаты центра кратера 28°10′ ю. ш. 124°22′ з. д. / 28,16° ю. ш. 124,37° з. д., диаметр 27,7 км, глубина 1,9 км.
Кратер Коноплёв лежит в области пород выброшенных при образовании бассейна Моря Восточного, имеет полигональную форму и значительно разрушен. Вал сглажен, в юго-западной части практически полностью разрушен. Северо-восточный участок вала спрямлен, в восточной части вала находится не менее трех высоких пиков. Возле южного-юго-восточного участка вала находится два приметных сдвоенных чашеобразных кратера. Средняя высота вала над окружающей местностью достигает 850 м, объем кратера составляет приблизительно 400 км³. Дно чаши сравнительно ровное, с небольшим поднятием местности в юго-западной части.
До получения собственного наименования в 1991 г. кратер имел обозначение Эллерман Q (в системе обозначений так называемых сателлитных кратеров, расположенных в окрестностях кратера, имеющего собственное наименование).

## Сателлитные кратеры
Отсутствуют.

## См.также
- Список кратеров на Луне
- Лунный кратер
- Морфологический каталог кратеров Луны
- Планетная номенклатура
- Селенография
- Минералогия Луны
- Геология Луны
- Поздняя тяжёлая бомбардировка